# Aghori Mhori Mei
Aghori Mhori Mei — тринадцатый студийный альбом американской рок-группы Smashing Pumpkins, выпущенный в цифровом виде 2 августа 2024 года на лейблах Martha’s Music и Thirty Tigers. Выход альбома на физическом носителе запланирован на 22 ноября 2024 года.
Альбом был сочинён и записан в течение двух лет и заявлен как «рок-н-ролльная гитарная пластинка». Сочинённый и спродюсированный Билли Корганом альбом представляет собой запись в стиле прогрессивного рока, альтернативного рока, хеви-метала и поп-музыки. Композиции в основном состоят из гитар, баса и ударных, в некоторых среднетемповых треках используются синтезаторные и оркестровые аранжировки. До своего выхода у альбома не было синглов. «Sighommi» был выпущен как первый сингл с альбома 2 августа 2024 года.
После выхода альбома критики и фанаты приняли его в целом положительно. Многие рецензенты похвалили альбом и группу за возвращение на знакомую территорию, включив более тяжелое звучание, напоминающее их ранние работы. Некоторые критики выразили недовольство продюсированием и микшированием альбома, в частности, вокальным исполнением и микшированием.

## О релизе
В декабре 2022 года барабанщик Джимми Чемберлин сообщил через свой официальный аккаунт в Instagram, что группа «снова в студии». В мае 2023 года Билли Корган объявил, что группа уже начала работу над последующим альбомом к тройному альбому Atum: A Rock Opera in Three Acts (2022—2023). Изначально группа записала 20 песен для альбома, при этом Корган хотел выпустить пластинку «где-то в районе 10-12 песен». Корган описал альбом как «прямой рок-н-ролльный гитарный альбом» и заявил, что «он очень похож на Siamese Dream / Mellon Collie  версию группы».
В июне 2024 года Корган сообщил о том, что группа работает над альбомом уже «почти два года». Он рассказал о давлении, которое оказывает запись нового материала в сжатые сроки, заявив, что «это нездорово, но я привык к этому с годами». Он повторил, что «это очень роковый, гитарный альбом, старой школы» и что «фанаты старой школы будут довольны, в кои-то веки».
В интервью Audacy в августе 2024 года Корган рассказал о том, как группа хотела «настроиться» на запись песен в духе Siamese Dream, но не копировать их точное звучание. Объяснив, что «вы возвращаетесь к старой школе, но с новой версией себя», он далее подробно остановился на использовании старых процессов: «Вы просто переходите на другие пастбища, хорошие и плохие. Ты принимаешь свои удары по мере того, как идешь». Альбом был спродюсирован с помощью давнего соратника группы Говарда Уиллинга.

## Композиции
Стандартное издание альбома состоит из 10 песен, все они написаны и спродюсированы Билли Корганом при продюсерской поддержке Говарда Уиллинга. В альбоме присутствуют элементы прогрессивного рока, альтернативного рока, хеви-метала и поп-музыки. На звучание альбома повлияли такие хеви-метал группы, как Black Sabbath и Dio, а некоторые треки имеют черты хэви-метала и прогрессивного рока. Некоторые треки, такие как «Goeth the Fall», написаны в стиле среднетемповой баллады, а «Who Goes There» — в стиле «горько-сладкого попа».
Лирические темы альбома затрагивают понятия религии, истории музыки, путешествий и отношений.

## Название и обложка

Официальный логотип альбома в санскритском стиле.

Смысл названия альбома обсуждался в нескольких изданиях, и некоторые пытались расшифровать его значение. Журнал Classic Rock попытался использовать ChatGPT для определения смысла названия, но безуспешно. Однако журнал объяснил, что слово «Aghori» относится к «секте индуистских аскетов, известных своими нетрадиционными практиками». В своей рецензии на альбом Beats Per Minute пришли к такому же выводу относительно значения слова «Aghori». Идя дальше, они пришли к выводу, что слово «Mhori» является «изменением» слова Mahori, санскритского термина, который может означать «красивый или привлекательный». Они также связали слово «Мей» с притяжательным термином на хинди.

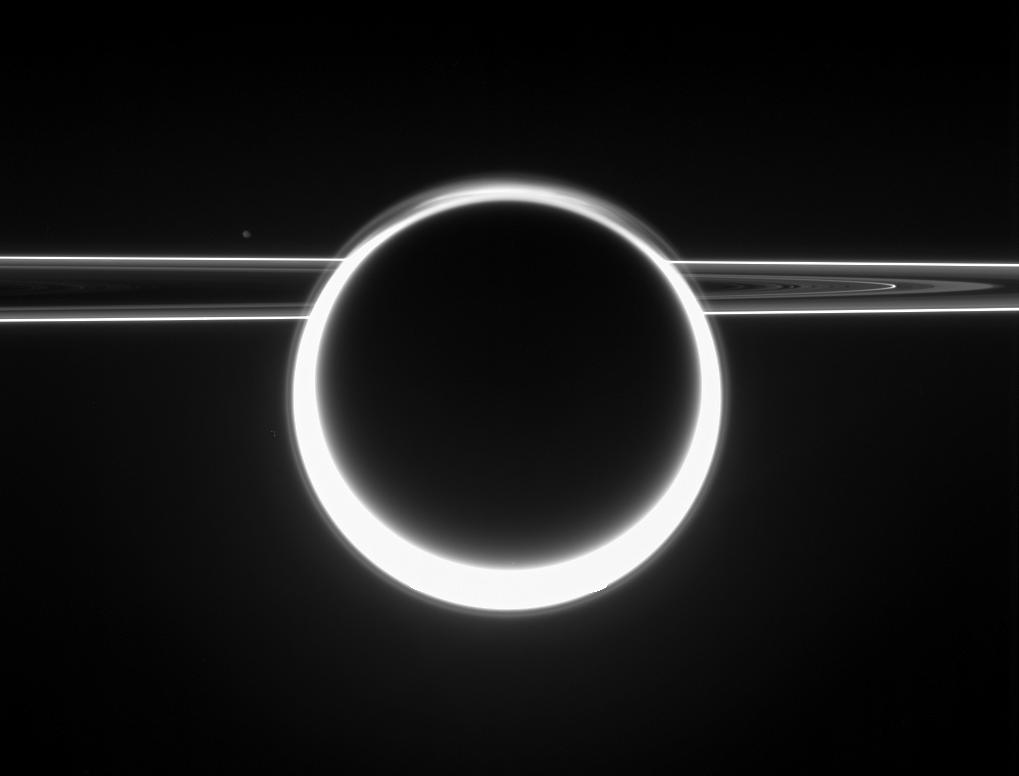
Фотография Титана, сделанная космическим зондом Кассини-Гюйгенс

Дизайн обложки и упаковки альбома был разработан визуальным художником и соавтором группы Кателаном Фуази. На обложке изображено черно-белое изображение объекта сферической формы на переднем плане, а на заднем - две белые линии с уменьшающимся вертикальным расстоянием. Вдохновением для обложки альбома послужили фотографии, сделанные в ходе космической исследовательской миссии «Кассини-Гюйгенс» по изучению планеты Сатурн и ее системы. Особое влияние оказали фотографии луны Сатурна, Титана.
Уникальный виниловый вариант альбома под названием «Madame ZuZu's edition» будет выпущен 22 ноября 2024 года. Дизайн альтернативной обложки альбома такой же, как и у стандартного издания, но перекрашен в «красный шинуаз».

## Выпуск и продвижение
При написании этого нового альбома я был заинтригован избитой аксиомой «нельзя вернуться домой снова», которая, как я лично убедился, верна по форме, но подумал, а что, если мы все же попробуем? Не столько для того, чтобы сентиментально оглянуться назад, сколько для того, чтобы двигаться вперед; чтобы посмотреть, смогут ли наши способы создания музыки в 1990-1996 годах вдохновить на что-то откровенное в балансе успехов и неудач.
Альбом был выпущен 2 августа 2024 года на лейбле Martha’s Music и первоначально будет распространяться в цифровом виде через стриминговые сервисы и цифровые магазины.  Физические копии альбома были выпущены 22 ноября 2024 года. Эксклюзивное издание винила под названием Aghori Mhori Mei: Madame ZuZu's edition было выпущено через чикагскую чайную Madame ZuZu's фронтмена Билли Коргана. Корган объявил, что до выхода альбома не будет выпущено ни одного сингла, объяснив это тем, что группе «пришлось много раз перегибать палку в вопросе о том, что является первой песней и что является первым заявлением, и позволить другим людям судить нас по одному моменту времени. Мы чувствовали, что правильным способом восприятия этой пластинки будет цельная работа».
Несмотря на то, что до выхода альбома не было выпущено ни одного сингла, «Sighommi» был выпущен в качестве первого сингла 2 августа 2024 года. Он продвигался на радиостанциях альтернативного и рок-формата в Соединённых Штатах. В первую неделю после выхода трек занял первое место по количеству добавлений на радиостанциях этих форматов. Двойной 7-дюймовый сингл с песнями «Formosa» и «Our Lady of Sorrows» был выпущен 22 ноября 2024 года, бесплатно вместе с «Madame ZuZu’s edition».
В рамках продвижения альбома группа выпустила серию видеоклипов, изменённых ИИ. В клипах изменена англоязычная версия, а Билли Корган рекламирует альбом на разных языках, включая французский, немецкий и японский.

## Отзывы критиков
| Совокупная оценка | Совокупная оценка |
| Источник          | Оценка            |
| ----------------- | ----------------- |
| Metacritic        | 77/100            |
| Оценки критиков   |                   |
| Источник          | Оценка            |
| AllMusic          | [ 26 ]            |
| Beats Per Minute  | 82%               |
| Clash             | 8/10              |
| The Irish Times   | [ 14 ]            |
| Kerrang!          | [ 9 ]             |
| No Ripcord        | 8/10              |
| Rolling Stone     | [ 10 ]            |
| Sputnikmusic      | [ 28 ]            |

По данным агрегатора рецензий Metacritic, Aghori Mhori Mei получил «в целом благоприятные отзывы» на основе средневзвешенного рейтинга 77 из 100 от 8 критических обзоров.
AllMusic высоко оценил альбом, назвав его «рок-н-ролльным костром, зажженным мифами и воспоминаниями».Kerrang высоко оценил альбом, описав его как «настоящее возвращение» и резюмировав запись, назвав её «отличным альбомом, который предполагает интригующие возможности на будущее». Журнал Clash также высоко оценил альбом. Описав, что группа «вернулась и готова устроить шум», он назвал альбом «желанным сюрпризом от одного из самых непредсказуемых исполнителей».
Rolling Stone отнеслись к альбому более критично. Описав, что группа «потеряла немного своей грубой силы», рецензент посчитал, что возвращение к року «превратило Тыкв в неумолимую и часто угнетающую металлическую группу». В неоднозначной рецензии Лорен Мерфи из The Irish Times отметила, что альбом «по большей части оправдывает ожидания». Выделив трек «Goeth the Fall», она назвала его «изюминкой».
Некоторые критики выразили недовольство продюсированием и микшированием альбома. Clash отметил критику в связи с отсутствием динамики и высоким вокалом на последних альбомах, приведя в качестве примера Cyr и Atum: A Rock Opera in Three Acts. Хотя издание назвало продюсирование альбома «массивным улучшением», журнал предложил «работать с внешним продюсером» в будущем.  Sputnikmusic высказал схожую критику, заявив, что продюсеру «с трудом удается скрыть собственную искусственность», но при этом отметил, что продюсирование - «шаг вперед по сравнению с предыдущими работами». Beats Per Minute выделили давнего соавтора Говарда Уиллинга, назвав вокальный микс «заметно цифровым», и что Уиллинг «сушит его или модулирует не в пользу, добавляя жестяные высокие частоты».
По отзывам поклонников, альбом был принят «положительно». Альбом возглавил «Всежанровый опрос», проведенный Billboard, в котором поклонники музыки назвали свой любимый новый музыкальный релиз недели.

### Итоговые списки
| Публикация/критика    | Почесть                                  | Позиция | Источник |
| --------------------- | ---------------------------------------- | ------- | -------- |
| AllMusic              | Любимые рок-альбомы - 2024               | н/д     | [ 31 ]   |
| Loudwire              | Рейтинг 11 лучших рок-альбомов 2024 года | 7       | [ 32 ]   |
| Loudwire              | 51 лучший рок + метал альбом 2024 года   | н/д     | [ 33 ]   |
| Ultimate Classic Rock | 25 лучших рок-альбомов 2024 года         | 16      | [ 34 ]   |

## Список композиций
| №                   | Название               | Длительность |
| ------------------- | ---------------------- | ------------ |
| 1.                  | «Edin»                 | 6:46         |
| 2.                  | «Pentagrams»           | 6:25         |
| 3.                  | «Sighommi»             | 2:54         |
| 4.                  | «Pentecost»            | 3:18         |
| 5.                  | «War Dreams of Itself» | 3:28         |
| 6.                  | «Who Goes There»       | 3:28         |
| 7.                  | «999»                  | 5:43         |
| 8.                  | «Goeth the Fall»       | 3:25         |
| 9.                  | «Sicarus»              | 4:15         |
| 10.                 | «Murnau»               | 4:59         |
| Общая длительность: | Общая длительность:    | 44:41        |

| №   | Название              | Длительность |
| --- | --------------------- | ------------ |
| 11. | «Formosa»             | 3:32         |
| 12. | «Our Lady of Sorrows» | 3:03         |

Автор всех песен — Уильям Патрик Корган

## Участники записи
The Smashing Pumpkins
- Билли Корган — вокал, гитара, бас-гитара, клавишные, продюсер
- Джимми Чемберлин — ударные
- Джеймс Иха — гитара

Дополнительный персонал
- Кэти Коул[англ.] — бэк-вокал
- Ховард Уиллинг — сведение
- Эндрю Шепс[англ.] — сведение (треки 1-9)
- Райан Хьюитт[англ.] — сведение (трек 10)

## Чарты
| Чарт (2024)                                   | Высшая позиция |
| --------------------------------------------- | -------------- |
| Бельгия/Валлония (Ultratop)                   | 101            |
| Германия (Offizielle Top 100)                 | 51             |
| Япония (Oricon)                               | 43             |
| Шотландия (Scottish Albums Chart)             | 17             |
| Швейцария (Schweizer Hitparade)               | 22             |
| Великобритания (UK Digital Albums Chart)      | 6              |
| Великобритания (OCC)                          | 21             |
| Великобритания (UK Independent Albums Chart)  | 9              |
| США (Billboard 200)                           | 130            |
| США (Billboard Independent Albums)            | 19             |
| США (Billboard Top Rock & Alternative Albums) | 26             |

## История релиза
| Страна    | Дата           | Формат(ы)                    | Лейбл(ы)       |
| --------- | -------------- | ---------------------------- | -------------- |
| Различные | 2 августа 2024 | Цифровое скачивание стриминг | Martha's Music |
| Различные | 22 ноября 2024 | CD винил                     | Martha's Music |